# 长梗天胡荽
长梗天胡荽（学名：Hydrocotyle ramiflora）为伞形科天胡荽属下的一个种。

## 扩展阅读
- 維基物種上的相關：长梗天胡荽